# Leora Dana
Leora Dana est une actrice américaine, née le 1er avril 1923 à New York (États-Unis) et morte le 13 décembre 1983 d'un cancer, dans la même ville.

## Biographie
Leora Dana commença sa carrière à la télévision en 1950 et ne cessa de tourner dans de nombreuses séries jusqu'en 1980.
Elle fut l'épouse de Kurt Kasznar.

## Filmographie
- 1954 : La Vallée des rois (Valley of th Kings) de Robert Pirosh
- 1957 : Williamsburg: The Story of a Patriot de George Seaton  (court-métrage)
- 1957 : 3 h 10 pour Yuma (3:10 to Yuma) de Delmer Daves
- 1958 : Les Diables au soleil (Kings Go Forth) de Delmer Daves
- 1958 : Comme un torrent (Some Came Running) de Vincente Minnelli
- 1960 : Pollyanna de David Swift
- 1963 : Le Téléphone rouge (A Gathering of Eagles) de Delbert Mann
- 1966 : Le Groupe (The Group) de Sidney Lumet
- 1968 : L'Étrangleur de Boston (The Boston Strangler) de Richard Fleischer
- 1969 : Change of Habit de William A. Graham
- 1970 : Tora! Tora! Tora! de Richard Fleischer et Kinji Fukasaku
- 1971 : Deux Hommes dans l'Ouest (Wild Rovers) de Blake Edwards
- 1982 : L'Usure du temps (Shoot the Moon) d'Alan Parker
- 1983 : Baby It's You de John Sayles
- 1983 : Amityville 3D - Le démon (Amityville 3-D) de Richard Fleischer
- 1984 : Nothing Lasts Forever (en) de Tom Schiller